# Ba Maw
Ba Maw (en birman : ဘမော်), né le 3 février 1893 à Maubin, mort le 29 mai 1977, est un homme politique birman, chef de l'État de Birmanie sous domination japonaise durant la Seconde Guerre mondiale.

## Biographie
Né dans une famille de notables birmans, il étudie en Europe et soutient en 1924 à l'Université de Bordeaux une thèse de doctorat, rédigée en français, sur le bouddhisme en Birmanie. Revenu en Birmanie, il entre en politique et se fait connaître par son engagement nationaliste contre l'administration coloniale britannique. En 1931, il fait partie des avocats du leader nationaliste Saya San, pendu pour sédition par les Britanniques.
En 1937, Ba Maw est élu député, et devient chef du gouvernement de la Birmanie, qui vient d'obtenir son détachement vis-à-vis du Raj britannique, tout en demeurant colonie du Royaume-Uni. Il demeure à ce poste jusqu'en février 1939. Opposant à l'entrée dans la Seconde Guerre mondiale, il est arrêté par les Britanniques et incarcéré dans l'est du pays.

### Chef de l'État de Birmanie
En 1942, lors de l'invasion de la Birmanie par l'empire du Japon, Ba Maw est libéré par les Japonais et placé à la tête d'un gouvernement provisoire, chargé d'administrer les affaires courantes sous la supervision de l'Armée impériale japonaise.
Prévoyant initialement de ne donner l'indépendance au pays qu'après la guerre, les Japonais décident finalement de l'accorder en 1943, afin de garder le soutien des nationalistes. Le 8 mai, Ba Maw prend la tête de la commission préparatoire chargée d'établir le nouvel État. Le 1er août, l'État de Birmanie est proclamé, Ba Maw recevant le titre de Naing-ngan-daw-adipadi, soit Chef suprême de l'État. Le 5 novembre, il représente la Birmanie à la Conférence de la grande Asie orientale, à Tokyo.
Le gouvernement ne dispose cependant que d'une autonomie limitée et Aung San, ministre de la guerre et chef de l'Armée nationale birmane, se retourne finalement contre les Japonais. Le 27 mars, le changement d'alliance des forces armées est officiel et le régime se disloque. Ba Maw prend la fuite en Thaïlande, puis au Japon.

## Après-guerre
Arrêté en 1945 par les Alliés, il est détenu au Japon, puis libéré l'année suivante. Revenu en Birmanie, il reprend ses activités politiques. En 1947, il est brièvement soupçonné dans l'assassinat d'Aung San, mais mis hors de cause.
Dans les années 1960, Ba Maw est arrêté par le régime de Ne Win et reste en prison jusqu'en 1968, période durant laquelle il écrit ses mémoires. Il reprend ensuite ses activités politiques, mais n'occupe plus de poste de premier plan.